# Роберт Л. Фіш
Роберт Л. Фіш (англ. Robert Lloyd Fish) — американський письменник детективного жанру. Відомий своїми численними оповіданнями.

## Біографія
Народився в Клівленді, штат Огайо. Вивчав інженерну справу в Case School of Applied Science, яку закінчив у 1933 році. Зробив успішну кар'єру в галузі управління інженерними справами та консалтингу, працюючи в кількох країнах, які пізніше використовував як місце для своїх історій. Три роки прослужив у 37-й піхотній дивізії Національної гвардії Огайо.
У 1953 році він відправився в Ріо-де-Жанейро як консультант бразильської фабрики з виготовлення вінілових пластмас. У 1960 році Фіш подав своє перше оповідання до журналу Ellery Queen's Mystery Magazine. Згодом він написав понад 30 романів і численні оповідання.
Його перший роман «Утікач» приніс йому премію Едгара Аллана По за найкращий перший роман у 1962 році, а його оповідання «Садівник у місячному сяйві» було нагороджено цією премією у номінації за найкраще оповідання у 1972 році.
Його роман 1963 року «Німий свідок», написаний під псевдонімом Роберт Л. Пайк, був екранізований у 1968 році як Булліт зі Стівом Макквіном у головній ролі. Те ж саме сталося і з його романом 1967 року «Завжди вбивай незнайомця», який був знятий у 1972 році під назвою «Міссяо: Матар».
Він також написав роман «Погоня» (адаптований у двосерійний телевізійний міні-серіал «Поворот долі») та пародію на Шерлока Холмса «Мемуари Шлока Хоумза».
У 1963 році Фіш завершив незакінчений роман Джека Лондона «Бюро вбивств, Тов» на основі незакінченого рукопису з додатковими примітками Лондона та начерком закінчення, зробленим дружиною Лондона Чарміан (Charmian London) незадовго до її смерті в 1955 році.
Помер 23 лютого 1981 року у своєму будинку в Трамбуллі, штат Коннектикут.
Меморіальна премія Роберта Л. Фіша, яку спонсорує маєток автора, присуджує щорічно з 1984 року Товариство письменників детективного жанру Америки за найкраще перше оповідання американського автора.

## Твори

### Романи з Хосе да Сілва
- The Fugitive (Втікач) (1962) (отримав премію Едгара По)
- Isle of the Snakes (Зміїний острів) (1963)
- The Shrunken Head (Зморщена голова) (1963)
- The Diamond Bubble (Діамантова бульбашка) (1965)
- Brazilian Sleigh Ride (Катання на бразильських санях) (1965)
- Always Kill a Stranger (Завжди вбивай незнайомця) (1967)
- The Bridge That Went Nowhere (Міст, який нікуди не дівся) (1968)
- The Xavier Affair (Справа Ксав'єра) (1969)
- The Green Hell Treasure (Скарб зеленого пекла) (1971)
- Trouble in Paradise (Проблема в раю) (1975)

### Твори з Кеком Гюйгенсом
- The Hochmann Miniatures (Мініатюри Гохмана) (1967)
- Whirligig (Завихрення) (1970)
- The Tricks of the Trade (Хитрощі торгівлі) (1972)
- The Wager (Ставка) (1974)
- Kek Huuygens, Smuggler (Кек Гюйгенс, контрабандист) (1976) (збірка оповідань)

### Твори про Шлока Хоумза
- The Incredible Schlock Homes (Неймовірний Шлок Хоумз) (1966) (збірка оповідань)
- The Memoirs of Schlock Homes (Спогади Шлока Хоумза) (1974) (збірка оповідань)
- Schlock Homes: The Complete Bagel Street Saga (Шлок Хоумз: Повна сага про Бублік-стріт) (1990) (збірка оповідань)

### Романи про «Каррузерс, Сімпсон і Бріггс»
- The Murder League (Ліга вбивств) (1968)
- Rub-a-Dub-Dub (Раб-Даб-Даб) (1971)
- A Gross Carriage of Justice (Жорстке здійснення правосуддя) (1979)

### Інші романи
- The Assassination Bureau (Бюро вбивств, Тов) (1963) (розпочато Джеком Лондоном)
- A Handy Death (Ручна смерть) (1973) (разом із Генрі Ротблаттом)
- Pursuit (Переслідування) (1978)
- The Gold of Troy (Золото Трої) (1980)
- Rough Diamond (Необроблений алмаз) (1981)

### Романи, написані під псевдонімом Роберт Л. Пайк

#### Романи Кленсі
- Mute Witness / Bullitt (Німий свідок / Булліт) (1963)
- The Quarry (Карьєр) (1964)
- Police Blotter (Поліцейська вимочка) (1965)

#### Романи Джима Реардона
- Reardon (Реардон) (1970)
- The Gremlin's Grampa (Дідусь гремліна) (1972)
- Bank Job (Робота в банку) (1974)
- Deadline 2 A.M. (Кінцевий термін о 2-й ночі)